# Linux-Verband
Der LIVE Linux-Verband e.V. vereinte die im Bereich freie Software und insbesondere im Bereich Linux tätigen Unternehmen und Personen bzw. deren Unterstützer. Gegründet wurde er auf der Multimediamesse MediaLive im April 1997 in Arnsberg, Vereinssitz war Frickenhausen am Main, die Geschäftsstelle war in Berlin. 1999 übernahm LIVE das Internetportal linux.de.
Nachdem bereits ab 2010 drei zusätzliche Vorstandsmitglieder des Verbandes in den Vorstand von Lisog e.V. aufgenommen worden waren, beschlossen am 21. und 22. Juli 2011 die beiden Vereine LIVE Linux Verband e.V. und Lisog e.V. zu fusionieren. Die Verschmelzung wurde im September 2011 vollzogen. Der Name der neuen Organisation ist Open Source Business Alliance (OSBA), mit Sitz in Stuttgart.

## Mitglieder
Mitglieder waren IT-Unternehmen wie Linux-Distributoren, Systemhäuser, Softwarehersteller, aber auch Anwenderunternehmen und einzelne Personen. Die Mitgliedschaft setzte sich (Stand Juni 2010)  zusammen aus:
- 33 Firmenmitglieder
- 10 Firmenfördermitglieder
- 98 persönliche Mitglieder
- 4 Gruppenmitglieder

## Tätigkeit
Der Linux-Verband verstand sich als Interessenvertretung von Open-Source-Unternehmen in Deutschland und Europa. Das Ziel ist die weitere Verbreitung von freier Software und offenen Standards. Den Mitgliedern bietet er ein Netzwerk zum Informationsaustausch, zur Zusammenarbeit und zum gemeinsamen Ausbau des Geschäfts mit freier Software. Der LIVE tritt gegenüber Medien, Wirtschaft, Verwaltung und Politik als  Berater auf. Er bezieht Stellung gegen computerimplementierte Erfindungen (Softwarepatente) und wirbt für offene Standards in der IT. Der Verband betrieb in Kooperation mit dem Heise Verlag, Hannover, eine Anbieterdatenbank. 
Vorsitzender war Elmar Geese, Tarent GmbH, Bonn, Stellvertretender Vorsitzender Rico Barth, c.a.p.e. IT GmbH, Chemnitz (Stand Juni 2010).